# OlliOlli World
OlliOlli World est un jeu vidéo de skateboard développé par Roll7 et édité par Private Division. Il s'agit du troisième jeu de la série OlliOlli. Il est sorti le 8 février 2022 sur PlayStation 4, PlayStation 5, Xbox One, Xbox Series X et S, Nintendo Switch et Windows.

## Système de jeu
OlliOlli World est un jeu de skateboard qui se déroule à Radlandia, où le joueur peut interagir avec les personnages du jeu et réaliser des quêtes secondaires. Pour obtenir des scores élevés, le joueur doit enchaîner des tricks, il peut également glisser sur les murs et les rails pour augmenter son score. Le jeu a un style artistique dessiné à la main, contrairement au pixel art des jeux précédents.

## Développement
Le jeu est actuellement développé par Roll7. L'un des objectifs du développement était de rendre le jeu plus accessible aux débutants, tout en conservant un jeu de haut niveau.
Le studio avait auparavant envisagé de faire un jeu OlliOlli en 3D, mais s'est inspiré pour cela d'un prototype qui permettait au joueur de glisser en avant et en arrière. Un autre objectif était de rendre les échecs de l'atterrissage moins punitifs. Au lieu d'échouer le niveau, le joueur aura une perte de vitesse, tout en brisant son combo. John Ribbins, le directeur créatif du jeu, affirme que le style artistique dessiné à la main a été inspiré par Jet Set Radio et des bandes dessinées.
OlliOlli World est annoncée au cours de la présentation Indie World de Nintendo. Il est sorti le 8 février 2022, avec Private Division en tant qu'éditeur,.